# Coppa di Portogallo (pallavolo femminile)
La Coppa del Portogallo è una competizione pallavolistica per squadre di club portoghesi femminili, organizzata con cadenza annuale dalla FPV.

## Edizioni
| Edizione         | Edizione          | Podio               | Podio     | Podio            |
| Anno             | Sede della finale | Campione            | Risultato | Finalista        |
| ---------------- | ----------------- | ------------------- | --------- | ---------------- |
| 1972-73 Dettagli | -                 | Benfica             | -         | -                |
| 1973-74 Dettagli | -                 | Benfica             | -         | -                |
| 1974-75 Dettagli | -                 | Leixões             | -         | -                |
| 1975-76 Dettagli | -                 | Leixões             | -         | -                |
| 1976-77 Dettagli | -                 | Leixões             | -         | -                |
| 1977-78 Dettagli | -                 | Leixões             | -         | -                |
| 1978-79 Dettagli | -                 | Leixões             | -         | -                |
| 1979-80 Dettagli | -                 | Leixões             | -         | -                |
| 1980-81 Dettagli | -                 | CDUP                | -         | -                |
| 1981-82 Dettagli | -                 | Sporting Lisbona    | -         | -                |
| 1982-83 Dettagli | -                 | Sporting Lisbona    | -         | -                |
| 1983-84 Dettagli | -                 | Sporting Lisbona    | -         | -                |
| 1984-85 Dettagli | -                 | Sporting Lisbona    | -         | -                |
| 1985-86 Dettagli | -                 | Sporting Lisbona    | -         | -                |
| 1986-87 Dettagli | -                 | Boavista            | -         | -                |
| 1987-88 Dettagli | -                 | Boavista            | -         | -                |
| 1988-89 Dettagli | -                 | Leixões             | -         | -                |
| 1989-90 Dettagli | -                 | Estrelas da Avenida | -         | -                |
| 1990-91 Dettagli | -                 | Leixões             | -         | -                |
| 1991-92 Dettagli | -                 | Boavista            | -         | -                |
| 1992-93 Dettagli | -                 | Boavista            | -         | -                |
| 1993-94 Dettagli | -                 | Boavista            | 3 - 1     | Castêlo da Maia  |
| 1994-95 Dettagli | -                 | Boavista            | 3 - 0     | Castêlo da Maia  |
| 1995-96 Dettagli | -                 | Castêlo da Maia     | 3 - 1     | Madeira          |
| 1996-97 Dettagli | -                 | Castêlo da Maia     | 3 - 0     | Boavista         |
| 1997-98 Dettagli | -                 | Castêlo da Maia     | 3 - 0     | Madeira          |
| 1998-99 Dettagli | -                 | Castêlo da Maia     | 3 - 0     | Boavista         |
| 1999-00 Dettagli | -                 | Castêlo da Maia     | 3 - 2     | Madeira          |
| 2000-01 Dettagli | -                 | Boavista            | 3 - 0     | Madeira          |
| 2001-02 Dettagli | -                 | Castêlo da Maia     | 3 - 0     | Câmara de Lobos  |
| 2002-03 Dettagli | -                 | Castêlo da Maia     | 3 - 2     | Madeira          |
| 2003-04 Dettagli | -                 | Castêlo da Maia     | 3 - 2     | Madeira          |
| 2004-05 Dettagli | Castelo de Paiva  | Trofa               | 3 - 0     | Famalicense      |
| 2005-06 Dettagli | Paredes           | Trofa               | 3 - 0     | Ribeirense       |
| 2006-07 Dettagli | Baião             | Trofa               | 3 - 0     | Gueifães         |
| 2007-08 Dettagli | Baião             | Trofa               | 3 - 0     | Gueifães         |
| 2008-09 Dettagli | Baião             | Ribeirense          | 3 - 1     | Gueifães         |
| 2009-10 Dettagli | Baião             | Trofa               | 3 - 0     | Braga            |
| 2010-11 Dettagli | Baião             | Ribeirense          | 3 - 0     | Trofa            |
| 2011-12 Dettagli | Baião             | Ribeirense          | 3 - 0     | Castêlo da Maia  |
| 2012-13 Dettagli | Baião             | Ribeirense          | 3 - 1     | Gueifães         |
| 2013-14 Dettagli | Baião             | Rosário             | 3 - 2     | Ribeirense       |
| 2014-15 Dettagli | Paredes           | Porto 2014          | 3 - 0     | Famalicão        |
| 2015-16 Dettagli | Vila Flor         | Famalicão           | 3 - 0     | Porto 2014       |
| 2016-17 Dettagli | Póvoa de Varzim   | Famalicão           | 3 - 1     | Porto 2014       |
| 2017-18 Dettagli | Santo Tirso       | Porto 2014          | 3 - 0     | Clube K          |
| 2018-19 Dettagli | Póvoa de Varzim   | José Moreira        | 3 - 0     | Kairós           |
| 2019-20 Dettagli | Santo Tirso       | Porto               | 3 - 0     | Kairós           |
| 2020-21 Dettagli | Matosinhos        | Leixões             | 3 - 1     | Sporting Lisbona |
| 2021-22 Dettagli | Viana do Castelo  | Leixões             | 3 - 0     | Vitória          |
| 2022-23 Dettagli | Viana do Castelo  | Sporting Lisbona    | 3 - 2     | Porto            |

## Palmarès
| Squadra             | Titolo | Edizione                                                                                 |
| ------------------- | ------ | ---------------------------------------------------------------------------------------- |
| Leixões             | 10     | 1974-75, 1975-76, 1976-77, 1977-78, 1978-79, 1979-80, 1988-89, 1990-91, 2020-21, 2021-22 |
| Castêlo da Maia     | 8      | 1995-96, 1996-97, 1997-98, 1998-99, 1999-00, 2001-02, 2002-03, 2003-04                   |
| Boavista            | 7      | 1986-87, 1987-88, 1991-92, 1992-93, 1993-94, 1994-95, 2000-01                            |
| Sporting Lisbona    | 6      | 1981-82, 1982-83, 1983-84, 1984-85, 1985-86, 2022-23                                     |
| Trofa               | 5      | 2004-05, 2005-06, 2006-07, 2007-08, 2009-10                                              |
| Ribeirense          | 4      | 2008-09, 2010-11, 2011-12, 2012-13                                                       |
| Benfica             | 2      | 1972-73, 1973-74                                                                         |
| Porto 2014          | 2      | 2014-15, 2017-18                                                                         |
| Famalicão           | 2      | 2015-16, 2016-17                                                                         |
| CDUP                | 1      | 1980-81                                                                                  |
| Estrelas da Avenida | 1      | 1989-90                                                                                  |
| Rosário             | 1      | 2013-14                                                                                  |
| José Moreira        | 1      | 2018-19                                                                                  |
| Porto               | 1      | 2019-20                                                                                  |